# Wendela Hebbe
Wendela Hebbe (9 de setembre de 1808, Jönköping - 27 d'agost de 1899, Estocolm), fou una periodista i escriptora sueca. Podria dir-se que va ser la primera periodista contractada de forma permanent per un periòdic suec. Va tenir un lloc important en els cercles literaris radicals de mitjan segle xix a Suècia i va ser una referent controvertida per a la dona emancipada.

## Biografia
Wendela Hebbe era la més gran de les tres filles del rector Anders Samuel Åstrand i Maria Lund. El seu pare era aficionat a la literatura i tenia interès per la cultura i va inculcar en les seves filles la passió per les arts. De nena, a Wendela se l'ncentivava a llegir i aprendre música, art i literatura. Se la va descriure com a talentosa en la música i la literatura i la van sobrenomenar "Fröken Frågvis" ("Senyoreta curiosa"). Esaias Tegnér era un conegut del seu pare i un convidat habitual a la seva casa. Pel que sembla, ell la va festejar sense èxit des de molt jove, fins i tot després de casada, dedicant-li molts dels seus poemes. Ella el va rebutjar però li va brindar la seva amistat.
L'any 1832, es va casar amb l'advocat i escriptor Clemens Hebbe (1804-1893), amb qui va tenir tres filles. El 1839, el seu espòs es va declarar en fallida i va fugir del país: primer a Anglaterra i després va emigrar als Estats units. Wendela va quedar abandonada amb les seves filles i va haver de procurar-se l'aliment per si sola. Es va instal·lar a Jönköping i va començar a treballar en l'única professió que es considerava socialment acceptable per a una dona educada en aquest moment. Es va exercir com a professora impartint classes de música, cant i dibuix, la qual cosa amb prou feines li era suficient per mantenir-se.

## Carrera com a periodista

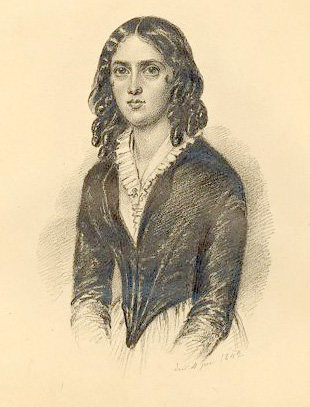
Wendela Hebbe, dibuix de Maria Röhl 1842.

El 1841, la seva primera novel·la, Arabella, va ser publicada per Lars Johan Hierta, el cap de redacció del periòdic radical Aftonbladet, i aquest mateix any va ser contractada a Aftonbladet (se li va donar un lloc permanent en 1844).
Wendela Hebbe és la primera dona periodista a Suècia. Encara que les dones van començar a escriure articles en la premsa sueca aproximadament des de 1738, com Margareta Momma per exemple, a la majoria d'elles no s'han pogut identificar, ja que van escriure sota pseudònims. És per això que Wendela Hebbe va ser, probablement, la primera dona reportera a ocupar un lloc permanent en un periòdic suec i, en aquest sentit, la pionera de la seva professió. No va ser fins al segle xix que la premsa sueca va començar a contractar personal permanent, i Wendela Hebbe és la primera dona que figura en el registre d'empleats de qualsevol periòdic suec. Ella està inscrita en el registre de treballadors de Aftonbladet entre 1844 i 1851, seguida de Marie Sophie Schwartz del Svenska Tidningen Dagligt Allehanda en 1851-1859.
Hebbe va ser nomenada traductora i editora de la secció de cultura, sent responsable de la difusió de temes relacionats amb la cultura, la música i la literatura. Va realitzar ressenyes de literatura i novel·les, concerts, espectacles d'òpera i obres teatrals, i va dirigir la secció de sèries. És coneguda per haver utilitzat la seva secció per promocionar a escriptors novells publicant les seves novel·les en forma de sèries.
Fora de l'àmbit cultural, va exercir activament com a reportera social i, de fet, fou potser la primera reportera a Suècia que va introduir el reportatge social a Suècia. Wendela compartia la visió liberal i humanitària d'Aftonbladet. Per la seva condició de dona va ser considerada idònia per inquirir sobre temes com ara la misèria social entre els pobres, i va tenir gran notorietat amb el seu primer reportatge social Biskopens besök (Visita del Bisbe) en 1843, una publicació que va contribuir al debat social que s'havia iniciat entorn de les diferències de classes a Suècia en aquella època. Gràcies al seu reportatge sobre la injustícia social, va aconseguir en diverses ocasions atreure l'atenció sobre àrees que necessitaven ser reformades i ajudar a les persones que necessitaven ajuda.

## Carrera literària

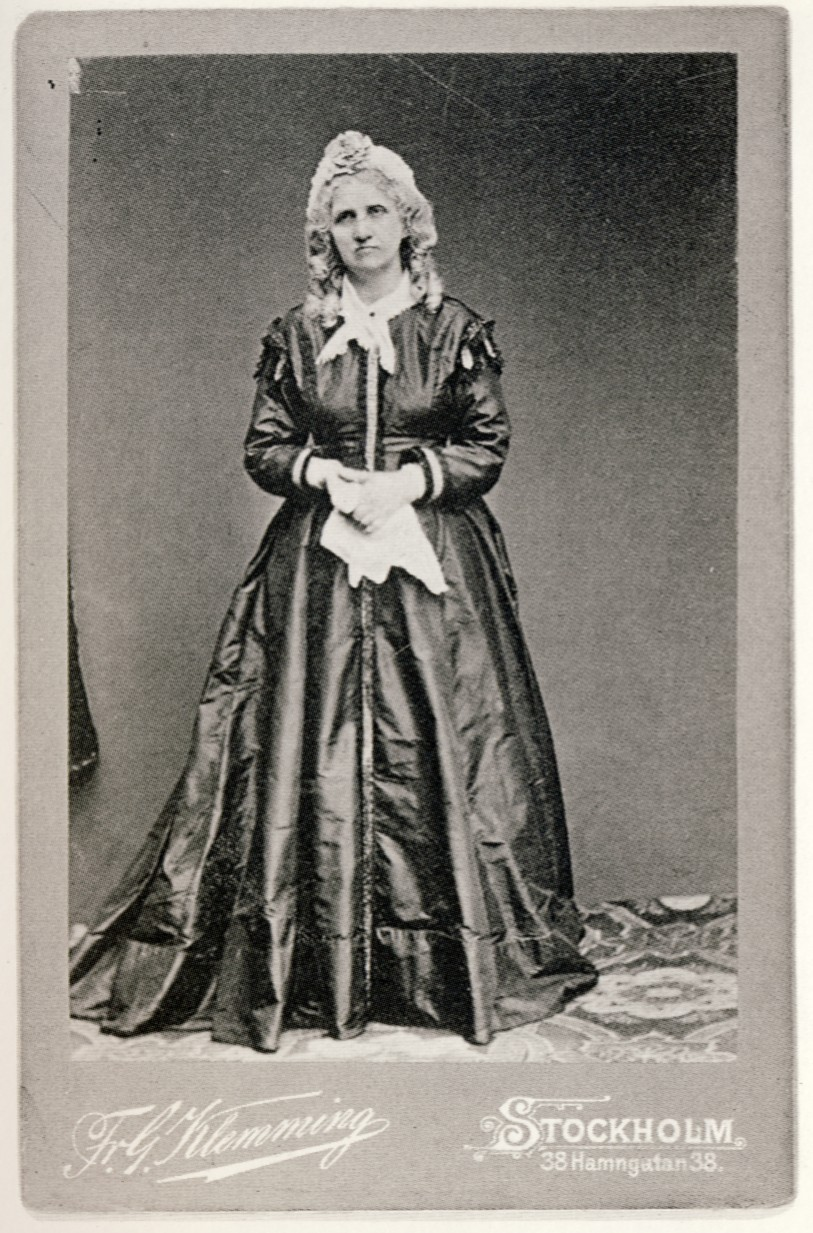
Wendela Hebbe fotografiada el 1890 per Frans Gustaf Klemming.

Wendela es va retirar del periodisme l'any 1851 per dedicar-se a una carrera com a novel·lista. La seva novel·la debut Arabella fou una novel·la d'amor convencional, però les seves novel·les posteriors tenen un estil més realista. Les seves novel·les se centren en l'intriga com a tal i no en els personatges, i estan fortament associades a la seva època. Va incloure la crítica social com a missatge en les seves novel·les, i és possible s'hagi inspirat en Dickens i la literatura britànica del segle xviii. La seva novel·la Brudarne ha estat descrita com la seva novel·la més notable i és considerada la primera "novel·la per a noies" a Suècia. Com a novel·lista ha estat considerada talentosa però no original, aconseguint només un èxit moderat.
Va tenir més èxit com a escriptora de cançons i poemes per a nens i adolescents. Els seus poemes infantils van ser influenciats per la seva idíl·lica infància a Småland i representen jocs infantils, rimes infantils i folklore tradicional. En particular, els seus contes de fades sobre animals van ser molt admirats per Bj Björnson i S. H. Grundtvig. Entre les seves cançons, les composicions Högt deruppe mellan fjällen (Al capdamunt entre els cims de les muntanyes) i Linnean (Linnea) es van fer molt populars.
A més de la seva producció personal, ella va fer una valuosa contribució històrica en escriure antigues històries i cançons tradicionals del folklore popular.

## Vida privada
Hebbe va tenir una llarga relació sentimental amb Lars Johan Hierta. Aquesta era de coneixement públic generant caricatures en la premsa i rumors que se li havia donat el seu posat producte del Nepotisme. Hebbe i Hierta no podien casar-se, ja que tots dos estaven casats. El seu matrimoni amb el seu exiliat espòs no es va dissoldre fins a 1864. Wendela Hebbe i Lars Johan Hierta van tenir un fill, Edvard, el 1852. Fins i tot una dona tan independent com Hebbe, no va voler reconèixer que tenia un fill extramatrimonial. Edvard va néixer en secret durant un viatge a França. Hebbe mai ho va reconèixer, però se'l considerava com un fill adoptiu de Hierta sota un nom fals, i també el visitava Hebbe de tant en tant, fins que se li va donar una llar permanent a Alemanya. El seu fill es va convertir més tard en el pare de l'artista Mollie Faustman.
Wendela va ser una figura central en l'elit radical d'Estocolm, especialment durant els anys 1840 i 1850, i va organitzar un saló literari i musical que es va convertir en punt de trobada per al món literari i artístic liberal, que es reunia per recitar, tocar música i debatre. Al seu cercle van pertànyer Johan Jolin, Gunnar Olof Hyltén-Cavallius i també Magnus Jacob Crusenstolpe, a qui va recolzar en la seva lluita per la llibertat d'expressió. Una amistat particular va ser la que va mantenir amb Carl Jonas Amor Almquist, el treball del qual com a escriptor admirava, ja que compartien un interès per la crítica social. També va exercir un paper important com a assessora i secretària en la creació de les composicions d'Almquist, en particular de les seves cançons, segons la seva filla Signe Hebbe, que va recordar a la seva mare i a Almquist asseguts al costat del piano durant les seves composicions: "A principis dels anys 40, quan moltes de les cançons de Almquists van ser acabades, Almqvist assenyalava amb un dit en el teclat musical quin to desitjava. Va ser també Hebbe qui amb la seva veu càlida i bella va presentar les noves creacions al cercle d'amics". Almqvist la va festejar amb la composició per a piano "Vendelas mörka lockar" (els foscos rínxols de Wendela). Segons Signe Hebbe, la seva mare i Almqvist mai van tenir una relació romàntica, però la correspondència i el comportament d'Almqvist suggereixen que eren molt probablement més que amics. Wendela Hebbe va demostrar el seu lleial suport a Carl Jonas Love Almquist durant l'escàndol de 1851.
El seu saló era una part important de la vida literària d'Estocolm i era considerat una destinació clau per a un escriptor que visitava Estocolm. Johan Ludvig Runeberg ho va fer durant la seva breu visita en 1851. La seva casa va seguir sent un lloc de trobada durant dècades, fins i tot després que una malaltia la deixés incapaç de caminar en 1878. Després va conèixer a Ellen Key i Herman Sätherberg, pels poemes del qual ella va compondre música. També va acompanyar a la seva filla, la famosa cantant d'òpera Signe Hebbe, en les seves gires per Europa.
Wendela mai va aconseguir fama com a escriptora, però va exercir un paper important com a amfitriona del seu saló, i encara que mai va estar involucrada per la labor de l'emancipació de les dones, fou un model a seguir per a la dona emancipada pel seu estil de vida independent i controvertit. Gösta Lundström va dir d'ella: "Com a escriptora, Hebbe no pot tenir un lloc destacat en la nostra història. Però com una força de trobada i inspiració en la vida cultural de la Suècia del segle xix, val la pena recordar-la. També com una de les primeres representants de l'emancipació de la dona en la nostra nació, defensa el seu lloc com una de les dones sueques més famoses del seu segle. A pesar que en molts aspectes va il·lustrar 'l'ànima ideal' de les dones de l'època romàntica, ho equilibra amb la seva intel·ligència i realisme." L'escriptora i periodista Jane Gernandt- Claine va dir d'ella: "Al voltant de tot el seu ser eteri hi havia un aire indescriptible de refinament espiritual, aquesta noblesa de l'ànima, que pertany a les coses més admirables de la vida. Mai et vas acostar realment a ella i mai vas voler realment, vas estar massa feliç d'estar a una distància de tanta noblesa sentimental dins d'aquesta fràgil i refinada cuirassa.
Wendela Hebbe va ser molt cortejada pels artistes contemporanis masculins, però se la coneix com una dona senzilla. Ella es descrivia com algú "amb molt anhel i molta frustració".

## Llegat

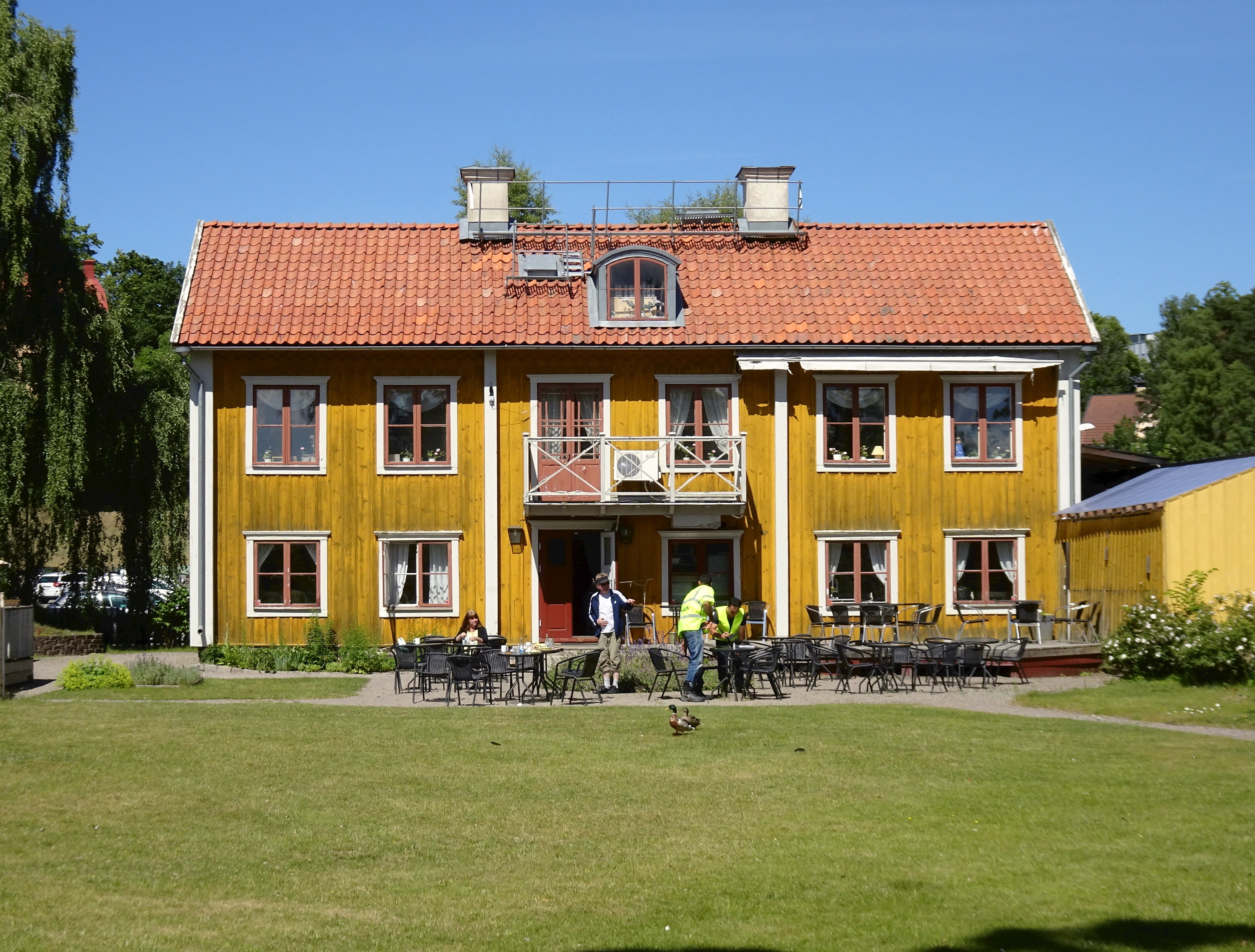
La casa de Wendela Hebbe a Södertälje.

L'any 1983 es va fundar l'associació Wendelas Vänner (Amics de Wendela Hebbe) per preservar la memòria de Wendela Hebbe. L'associació conserva la seva casa d'estiu a Södertälje, que li va ser cedida per Hierta en 1863, i la va convertir en museu.
L'escola Wendela Hebbegymnasiet a Södertälje porta el seu nom.

## Obres
- Arabella (novel·la, 1841)
- Svenska skaldestycken för ungdom (llibre de poemes "per a joves", 1845)
- Arbetkarlens hustru (L'esposa d'un treballador) (reportatge, 1846)
- Brudarne (Les núvies) (novel·la, 1846). La seva obra més famosa.
- En fattig familj (Una família pobra) (reportatge, 1850)
- Tvillingbrodern (El germà bessó) (novel·la, 1851)
- Lycksökarna (Els caçadors de fortunes) (novel·la, 1852)
- Dalkullan (cançó, 1858)
- Jo Skogen (En el bosc) (llibre infantil, 1871)
- Bland trollen (Entre els ogres) (llibre infantil, 1877)
- Bajo hängranarne (Sota els arbres penjants) (novel·la, 1877)